# Helicteres furfuracea
Helicteres furfuracea är en malvaväxtart. Helicteres furfuracea ingår i släktet Helicteres och familjen malvaväxter.

## Underarter
Arten delas in i följande underarter:
- H. f. furfuracea
- H. f. ophiticola